# Король и Шут (альбом)
«Коро́ль и Шут» — второй студийный альбом культовой российской хоррор-панк-группы «Король и Шут». Выпущен 18 декабря 1997 года.
В 2000 году был переиздан под своим оригинальным названием «Будь как дома, Путник…» и с незначительно изменённой обложкой.

## История создания альбома
После выпуска первого номерного альбома «Камнем по голове» группа решила перезаписать свои более ранние песни на профессиональной студии. Звукозаписывающая компания «Курицца Рекордс», с помощью которой был записан «Камнем по голове», не захотела дальше продвигать творчество «Короля и Шута», и группе пришлось искать новый лейбл. Директор группы Дмитрий «Шумный» Журавлёв договорился о записи новой пластинки на студии DDT Records, располагавшейся в подвале ДК Железнодорожников.
Большинство композиций, вошедших в альбом «Король и Шут», ранее издавались в малотиражных неномерных альбомах «Истинный убийца» 1993 года и «Будь как дома, путник…» 1994 года. Музыканты решили дать этим песням не только новую жизнь, но и перезаписать их с более чётким звуком — жёстким и «жирным». Реализации этой идеи способствовали отменные гитарные комбоусилители, которыми располагала студия DDT Records, а также звукорежиссёр студии Игорь Сорокин по прозвищу «Золотые уши». В частности, по его предложению в песни «Охотник», «История о мёртвой женщине» и «Валет и дама» были включены небольшие клавишные партии. В основной же массе аранжировки песен не претерпели значительных изменений по сравнению с предыдущими версиями. В период записи альбома барабанщик Александр «Поручик» Щиголев на некоторое время потерял интерес к группе, часто пропускал репетиции, поэтому партии ударных в записи оставляли желать лучшего. Для получения более плотного звука при сведении альбома была увеличена громкость гитары и бас-гитары.
Во время записи альбома студию часто посещали музыканты ДДТ, которые помогали, если не советом, то дружеским участием. К концу записи альбома музыканты «Короля и Шута» узнали от Игоря Доценко, что компания «Театр ДДТ», занимающаяся распространением аудиокассет группы ДДТ, занижает данные о продажах в несколько раз и, соответственно, отчисляет группе значительно меньше роялти. Продажами нового альбома «Короля и Шута» также должен был заниматься «Театр ДДТ». Участников коллектива такое положение дел не устроило, и после окончания записи альбома они решают разорвать контракт с этой компанией. Музыканты забрали изготовленные к тому времени 15 000 кассет и с помощью отца Михаила Горшенёва начали распространять их по магазинам. Юрий Горшенёв на своей «Волге» развёз и продал в музыкальные магазины весь тираж кассет. Вскоре директор группы Дмитрий «Шумный» Журавлёв нашёл небольшой музыкальный магазин «Караван», которому группа смогла продать права на выпуск альбома за 10 000 долларов. Новый тираж кассет был выпущен на лейбле Caravan Records. На CD альбом был издан только через год, причём диски изготавливались в подвале магазина «Караван» путём записи на обычном компьютере. Полиграфическое оформление этих дисков было низкого качества. До переиздания в 2000 году пластинка продавалась только в одном магазине «Караван» в Санкт-Петербурге и поэтому большого распространения не получила.
В 2002 году альбом переиздаёт содружество лейблов «Центр Музыкального Сервиса», WWW records и Фирма грамзаписи «Никитин». На этом варианте издания представлен только аудио-материал. Видео-бонус отсутствует.

## Список композиций
Все тексты написаны Андреем Князевым (Кроме Собрание), вся музыка написана Михаилом Горшенёвым, кроме отмеченных.
| №   | Название                                        | Текст песни | Музыка                  | Длительность |
| --- | ----------------------------------------------- | ----------- | ----------------------- | ------------ |
| 1.  | «Король и Шут»                                  |             |                         | 2:42         |
| 2.  | «Два друга и разбойники»                        |             |                         | 2:15         |
| 3.  | «Сапоги мертвеца»                               |             |                         | 2:30         |
| 4.  | «Охотник»                                       |             |                         | 2:36         |
| 5.  | «Паника в селе»                                 |             |                         | 3:17         |
| 6.  | «Истинный убийца»                               |             |                         | 2:02         |
| 7.  | «Лесник»                                        |             | М. Горшенёв, А. Балунов | 3:12         |
| 8.  | «Помоги мне!»                                   |             |                         | 2:27         |
| 9.  | «История о мёртвой женщине»                     |             |                         | 3:43         |
| 10. | «Кукольный театр»                               |             |                         | 2:52         |
| 11. | «Валет и дама»                                  |             | А. Князев, М. Горшенев  | 3:32         |
| 12. | «Весёлые тролли»                                |             |                         | 3:32         |
| 13. | «Вячеслав»                                      |             |                         | 2:17         |
| 14. | «Отец и маски»                                  |             |                         | 3:04         |
| 15. | «Сказка про дракона»                            |             |                         | 2:54         |
| 16. | «Инструмент»                                    |             |                         | 2:05         |
| 17. | «Собрание»                                      | М. Горшенёв |                         | 4:03         |
| 18. | «Охотник (Видео)» (Только на издании 2000 года) |             |                         | 2:45         |

Материал из личного архива Александра "Балу" Балунова (Переиздание 2020 года).
| №   | Название                          | Длительность |
| --- | --------------------------------- | ------------ |
| 18. | «Сапоги мертвеца» (Ранняя запись) | 2:13         |
| 19. | «Весёлые тролли» (Ранняя запись)  | 4:04         |

Также выходила инструментальная версия альбома, которую Балу в 2015 году выкладывал в balu.kroogi.com и группе ВКонтакте «Архивы Король и Шут» 

### Король и Шут (Инструментальная демоверсия)
Инструментальная версия второго альбома из официальной дискографии группы — «Король и Шут» («Будь как дома, Путник…!»). Альбом был записан в августе 1997 года, ровно год спустя после того, как был записан альбом «Камнем по голове». Отреставрирован А. Балуновым в 2015.
Балу об альбоме:
Однажды на студии Миши Кольчугина, после записи инструментов, я пошел и на Сенном рынке купил хорошую дорогую кассету вместо пива, и перегнал на неё запись, зачем-то. Через день мы начали записывать вокал. Зачем согнал все без вокала до сих пор не знаю…

## Участники записи

### Музыканты
- Михаил «Горшок» Горшенёв — вокал, текст (17), музыка;
- Андрей «Князь» Князев — вокал, тексты, музыка (11);
- Яков Цвиркунов — гитара, бэк-вокал;
- Александр «Балу» Балунов — бас-гитара, бэк-вокал;
- Александр «Поручик» Щиголев — ударные.

### Технический персонал
- Игорь Сорокин — запись и сведение
- Художник — Андрей Князев
- Дизайн — Юля Костарева
- Дизайн шрифта — Игорь «Кэш» Лобанов

## Будь как дома, путник… (Демозапись, оригинал 1994 года)
В 1993 году группой «Король и Шут» был записан неофициальный альбом «Будь как дома путник…», который вышел ограниченным тиражом только на кассетах. Долгое время этот альбом считался среди поклонников раритетом. 

### Список композиций[6]
| №   | Название                     | Длительность |
| --- | ---------------------------- | ------------ |
| 1.  | «Два друга»                  |              |
| 2.  | «Сапоги»                     |              |
| 3.  | «Лесник»                     |              |
| 4.  | «Паника в селе»              |              |
| 5.  | «Мария»                      |              |
| 6.  | «Сказка про дракона»         |              |
| 7.  | «Кукольный театр»            |              |
| 8.  | «Отец и маски»               |              |
| 9.  | «Он не знает что такое жить» |              |
| 10. | «Тролли»                     |              |
| 11. | «Собрание»                   |              |

Позже, трек «Мария» был изъят из фонограммы, а сама песня вошла в студийный альбом «Камнем по голове».

## Будь как дома, путник (Демозапись, версия 1996 года)

### Список композиций[7]
| №                   | Название             | Длительность |
| ------------------- | -------------------- | ------------ |
| 1.                  | «Два друга»          | 2:42         |
| 2.                  | «Сапоги»             | 2:39         |
| 3.                  | «Лесник»             | 2:35         |
| 4.                  | «Паника в селе»      | 3:19         |
| 5.                  | «Сказка про дракона» | 3:02         |
| 6.                  | «Кукольный театр»    | 3:07         |
| 7.                  | «Отец и маски»       | 3:15         |
| 8.                  | «Вячеслав»           | 2:25         |
| 9.                  | «Добрые тролли»      | 3:38         |
| 10.                 | «Старинные друзья»   | 4:25         |
| Общая длительность: | Общая длительность:  | 31:10        |

## Будь как дома, путник…! (Демозапись, издание 2017 года)
19 июля 2017 года вышел первый тираж винила и уже успел стать раритетом, второй пресс альбома «Будь как дома, путник…!» группы Король и Шут был выпущен в продажу 2 октября 2017 года. От первого издания отличается оформлением, а также содержит CD с записью альбома. На CD альбом издаётся впервые и входит только в состав этого комплекта.

### Список композиций[8]
| №                   | Название             | Длительность |
| ------------------- | -------------------- | ------------ |
| 1.                  | «Мотоцикл»           | 2:31         |
| 2.                  | «Два друга»          | 2:29         |
| 3.                  | «Сапоги»             | 2:37         |
| 4.                  | «Лесник»             | 2:29         |
| 5.                  | «Сказка про дракона» | 2:56         |
| 6.                  | «Кукольный театр»    | 2:58         |
| 7.                  | «Отец и маски»       | 3:11         |
| 8.                  | «Добрые тролли»      | 3:36         |
| 9.                  | «Старинные друзья»   | 4:14         |
| 10.                 | «Паника в селе»      | 3:12         |
| 11.                 | «Вячеслав»           | 2:24         |
| Общая длительность: | Общая длительность:  | 32:41        |

## Участники демозаписи
- Михаил Горшенёв «Горшок» — вокал;
- Александр Балунов «Балу» — бас-гитара, бэк-вокал, вокал (2—4, 7, 9, 10);
- Дмитрий Рябченко «Рябчик» — гитара, бэк-вокал (2, 4, 6, 9, 10);
- Денис Можин «Денс» — ударные;
- Паша и Денис (музыканты группы Awesome) — ремастеринг бонус треков;
- Михаил Кольчугин — запись и сведение;
- Сергей Жицков «Пельмень» — мастеринг.

В 2017 году альбом, дополненный песней «Мотоцикл» (запись в феврале 1996 года), был выпущен на виниловой пластинке и компакт-диске ограниченным тиражом.